# Liste der Naturdenkmale in Schwedelbach
Die Liste der Naturdenkmale in Schwedelbach nennt die im Gemeindegebiet von Schwedelbach ausgewiesenen Naturdenkmale (Stand 2. April 2013).

## Naturdenkmale
| Nr.         | Bezeichnung             | Lage                                 | Beschreibung                                                         | Bild                          |
| ----------- | ----------------------- | ------------------------------------ | -------------------------------------------------------------------- | ----------------------------- |
| ND-7335-253 | Pottaschenweiher        | westlich des Ortes an der L 367 Lage | Weiher; flächenhaftes Naturdenkmal                                   | mehr Fotos \| Fotos hochladen |
| ND-7335-274 | Sandgrube am Heidenberg | südlich des Ortes am Heidenberg Lage | Feuchtbiotop in ehemaliger Formsandgrube; flächenhaftes Naturdenkmal | mehr Fotos \| Fotos hochladen |